# Antonio López García
Antonio López García (Tomelloso, Ciudad Real, 6 de gener de 1936) és un pintor i escultor espanyol realista.

## Biografia

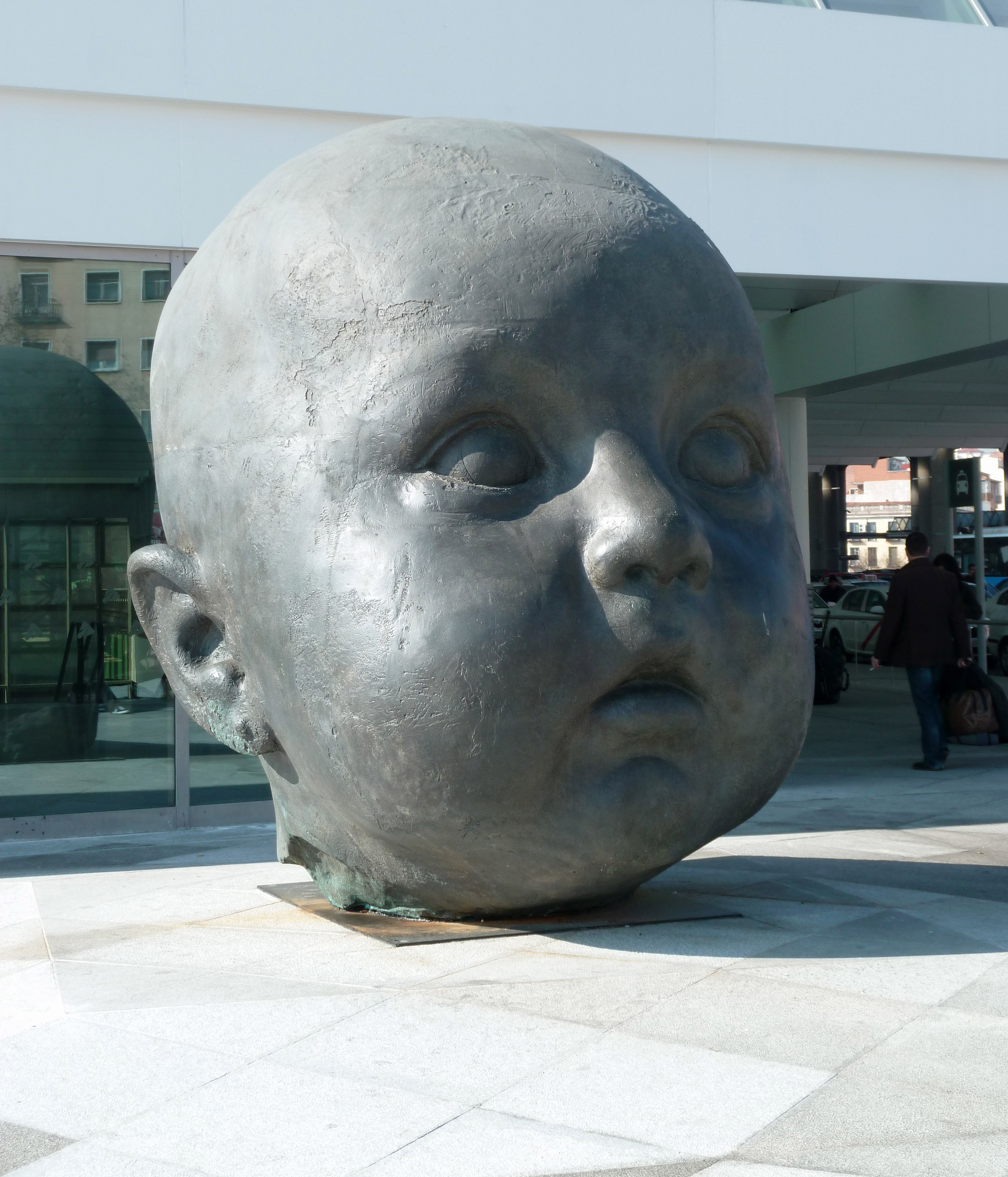
Dia (2008). Estació d'Atocha, Madrid.

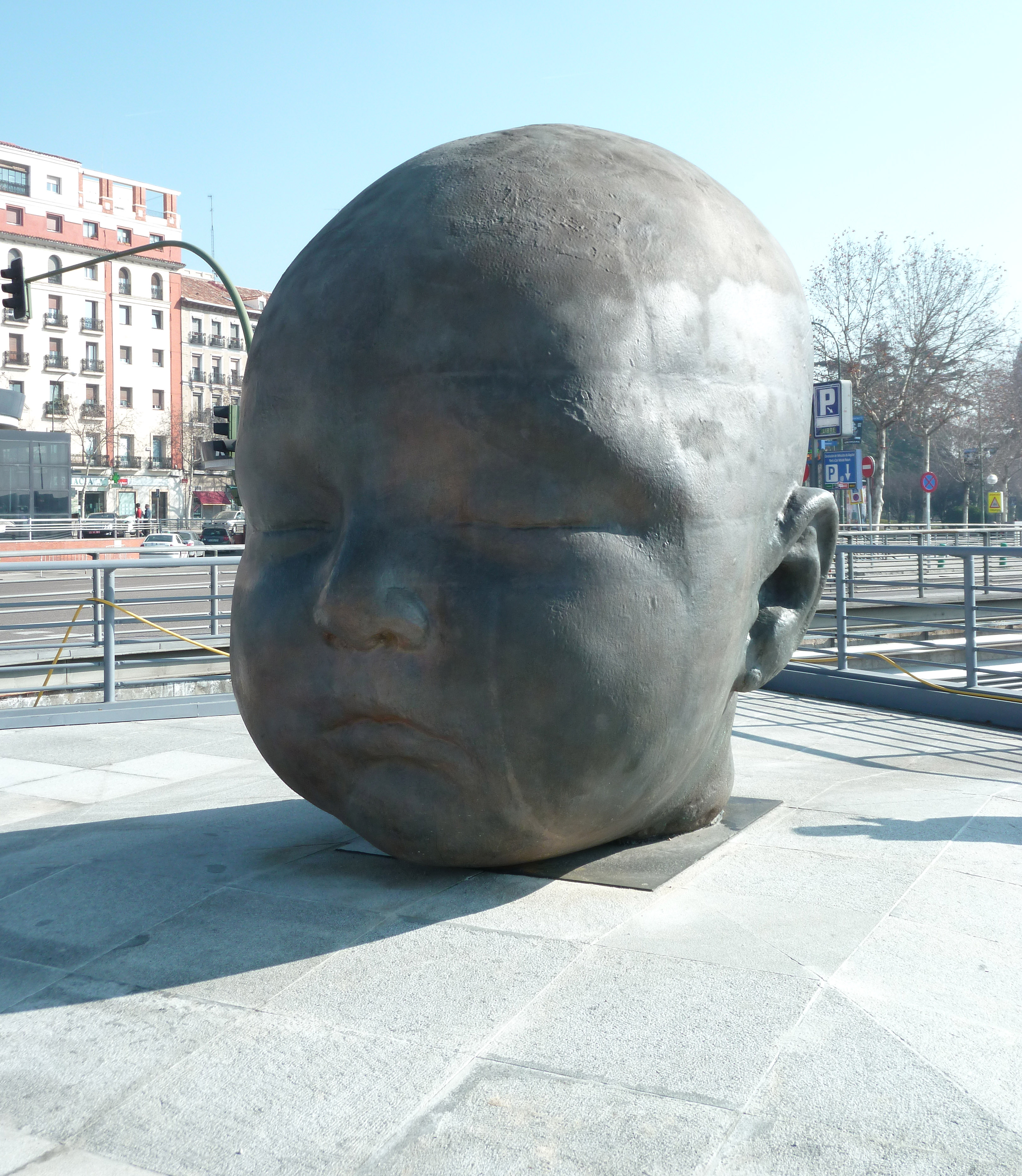
Nit (2008). Estació d'Atocha, Madrid.

Fou iniciat en la pintura pel seu oncle, el pintor Antonio López Torres. El 1949 es va traslladar a Madrid per preparar el seu ingrés a la Reial Acadèmia de Belles Arts de San Fernando, on es va formar entre 1950 i 1955. Després de finalitzar els seus estudis va realitzar les seves primeres exposicions individuals (1957 i 1961) a Madrid, mantenint el contacte amb la seva població natal.
Al costat d'Enrique Gran, Isabel Quintanilla, Amalia Avia, Julio i Francisco López Hernández, Lucio Muñoz i María Moreno (amb qui es casaria posteriorment) formaran part de l'anomenada Escola Madrilenya. Des de 1964 i fins al 1969 fou professor a l'Escola de Belles Arts de San Fernando.
El 1985 fou guardonat amb el Premi Príncep d'Astúries de les Arts i el 2006 amb el Premi Velázquez de les Arts Plàstiques.
El 1992 el director de cinema Víctor Erice va filmar El sol del membrillo, pel·lícula en la qual es recull el procés creatiu de l'artista en pintar un codonyer al pati de casa seva. Durant el rodatge, la relació entre el director i el pintor es va crispar, i va ser la seva dona qui va calmar la situació i va fer d'intermediària.

## Obra

### Pictòrica
- Los novios (1955)
- Cuarto de baño (1969)
- Vallecas (1980)
- La Gran Vía (1974 - 1981)
- Madrid desde capitán Haya (1989)

### Escultòrica
- Hombre y mujer (1968).